# ویسوکا ناد لابم
ویسوکا ناد لابم (به لاتین: Vysoká nad Labem) یک منطقهٔ مسکونی در جمهوری چک است که در شهرستان هرادتس کرالووه واقع شده‌است. ویسوکا ناد لابم ۱۵٫۳۲ کیلومتر مربع مساحت و ۱٬۳۹۴ نفر جمعیت دارد و ۲۴۰ متر بالاتر از سطح دریا واقع شده‌است.